# Antonio Giordano
Antonio Giordano, o Antonio da Venafro (Venafro, 1459 – Napoli, 1530), è stato un giurista italiano.
Fu consigliere del principe di Siena Pandolfo Petrucci e docente di diritto presso varie università italiane.

## Biografia
Figlio di una famiglia umile, si trasferì a Napoli dove si laureò in "utroque iure", quella che oggi si definirebbe giurisprudenza. In poco tempo guadagnò la fama di esperto giureconsulto e venne chiamato a "leggere diritto" presso l'Università divenendo, di fatto, un docente di giurisprudenza.
Agli studi giuridici affiancò la passione per la letteratura, la storia e la poesia. Nei primi anni del Cinquecento si trasferì a Bologna e poi a Firenze tenendo nelle rispettive università la cattedra di diritto e guadagnando ulteriore fama. Tanto che Pandolfo Petrucci, Signore di Siena, lo chiamò alla Presidenza della locale università e lo nominò suo consigliere politico e primo ministro.
Giordano divenne così il principale collaboratore del Principe. In questa veste partecipò come ambasciatore a riunioni e vertici con diversi capi di Stato e Papi ed ebbe un grande peso nelle scelte politiche del Signore di Siena.
Alla morte di Pandolfo Petrucci, gli successe il figlio Borghese. Nel 1516, caduto Borghese Petrucci, Antonio Giordano fece ritorno a Venafro, rimanendovi fino al 1519 al servizio del feudatario della città, il conte Enrico Pandone. Giordano ne fu governatore e vicario.
Tornato nuovamente a Napoli, fu nominato membro del Consiglio Collaterale. Il re Ferdinando il Cattolico lo nominò Consigliere Palatino e Regio consigliere. A Napoli accanto all'attività politica coltivò la sua attività di insegnamento di Diritto nell'Università. Infatti insegnò diritto civile dal 1519 al 1526. Morì a Napoli all'età di 71 anni e venne sepolto nella Cappella gentilizia della Chiesa dei SS. Severino e Sossio.

## Citazioni di Machiavelli
Antonio Giordano è citato da Niccolò Machiavelli nel capitolo XXII Principe, in cui viene indicato come esempio di virtù politica e di capacità governative.
[De' secretarii ch'e' principi hanno appresso di loro]
Non è di poca importanzia a uno principe la elezione de' ministri: li quali sono buoni o no, secondo la prudenzia del principe. E la prima coniettura che si fa del cervello d'uno signore, è vedere li uomini che lui ha d'intorno; e quando sono sufficienti e fedeli, sempre si può reputarlo savio, perché ha saputo conoscerli sufficienti e mantenerli fideli. Ma, quando sieno altrimenti, sempre si può fare non buono iudizio di lui; perché el primo errore che fa, lo fa in questa elezione.
Non era alcuno che conoscessi messer Antonio da Venafro per ministro di Pandolfo Petrucci, principe di Siena che non iudicasse Pandolfo essere valentissimo uomo, avendo quello per suo ministro. E perché sono di tre generazione cervelli, l'uno intende da sé, l'altro discerne quello che altri intende, el terzo non intende né sé né altri, quel primo è eccellentissimo, el secondo eccellente, el terzo inutile, conveniva per tanto di necessità, che, se Pandolfo non era nel primo grado, che fussi nel secondo: perché, ogni volta che uno ha iudicio di conoscere el bene o il male che uno fa e dice, ancora che da sé non abbia invenzione, conosce l'opere triste e le buone del ministro, e quelle esalta e le altre corregge; et il ministro non può sperare di ingannarlo, e mantiensi buono.
Ma come uno principe possa conoscere el ministro, ci è questo modo che non falla mai. Quando tu vedi el ministro pensare più a sé che a te, e che in tutte le azioni vi ricerca dentro l'utile suo, questo tale così fatto mai fia buono ministro, mai te ne potrai fidare: perché quello che ha lo stato d'uno in mano, non debbe pensare mai a sé, ma sempre al principe, e non li ricordare mai cosa che non appartenga a lui. E dall'altro canto, el principe, per mantenerlo buono, debba pensare al ministro, onorandolo, facendolo ricco, obligandoselo, participandoli li onori e carichi; acciò che vegga che non può stare sanza lui, e che li assai onori non li faccino desiderare più onori, le assai ricchezze non li faccino desiderare più ricchezze, li assai carichi li faccino temere le mutazioni. Quando dunque, è ministri e li principi circa ministri sono così fatti, possono confidare l'uno dell'altro; e quando altrimenti, il fine sempre fia dannoso o per l'uno o per l'altro.»
(Niccolò Machiavelli, Il Principe, cap. XXII.)
Viene ancora citato da Machiavelli nella Descrizione del modo tenuto dal Duca Valentino nello ammazzare Vitellozzo Vitelli, Oliverotto da Fermo, il Signor Pagolo e il duca di Gravina Orsini, tra i convenuti nel castello di Magione, quale emissario di Pandolfo Petrucci nella Dieta in cui si organizzò la cosiddetta Congiura della Magione ai danni del Duca Valentino.